# Double or Nothing (2025)
O Double or Nothing 2025 foi um evento pay-per-view (PPV) de luta livre profissional produzido pela All Elite Wrestling (AEW). Foi o sétimo evento anual Double or Nothing e ocorreu durante o fim de semana do Memorial Day em 25 de maio de 2025, na Desert Diamond Arena em Glendale, Arizona. Com exceção dos eventos 2020 e 2021, que aconteceram no Daily's Place em Jacksonville, Flórida devido à pandemia de COVID-19, este foi o primeiro Double or Nothing a acontecer fora da Las Vegas Strip em Paradise, Nevada desde o evento inaugural em 2019. Este também foi o primeiro PPV da AEW a acontecer no estado do Arizona e o segundo Double or Nothing a sediar as finais da Owen Hart Cup para homens e mulheres. Assim como na edição de 2023, o evento ocorreu no mesmo horário que o evento de transmissão ao vivo da WWE, o NXT Battleground.
Onze lutas foram disputadas no evento, incluindo duas no pré-show "Buy In". No evento principal, "Hangman" Adam Page derrotou Will Ospreay para vencer a Owen Hart Cup masculina, enquanto Mercedes Moné derrotou Jamie Hayter para vencer a Owen Hart Cup feminina na luta de abertura. Em outras lutas de destaque, Kenny Omega, Swerve Strickland, Willow Nightingale e The Opps (Samoa Joe, Powerhouse Hobbs e Katsuyori Shibata) derrotaram os Death Riders (Jon Moxley, Claudio Castagnoli, Marina Shafir e Wheeler Yuta) e os Young Bucks (Matthew Jackson e Nicholas Jackson) na luta Anarchy in the Arena.

## Produção

### Introdução

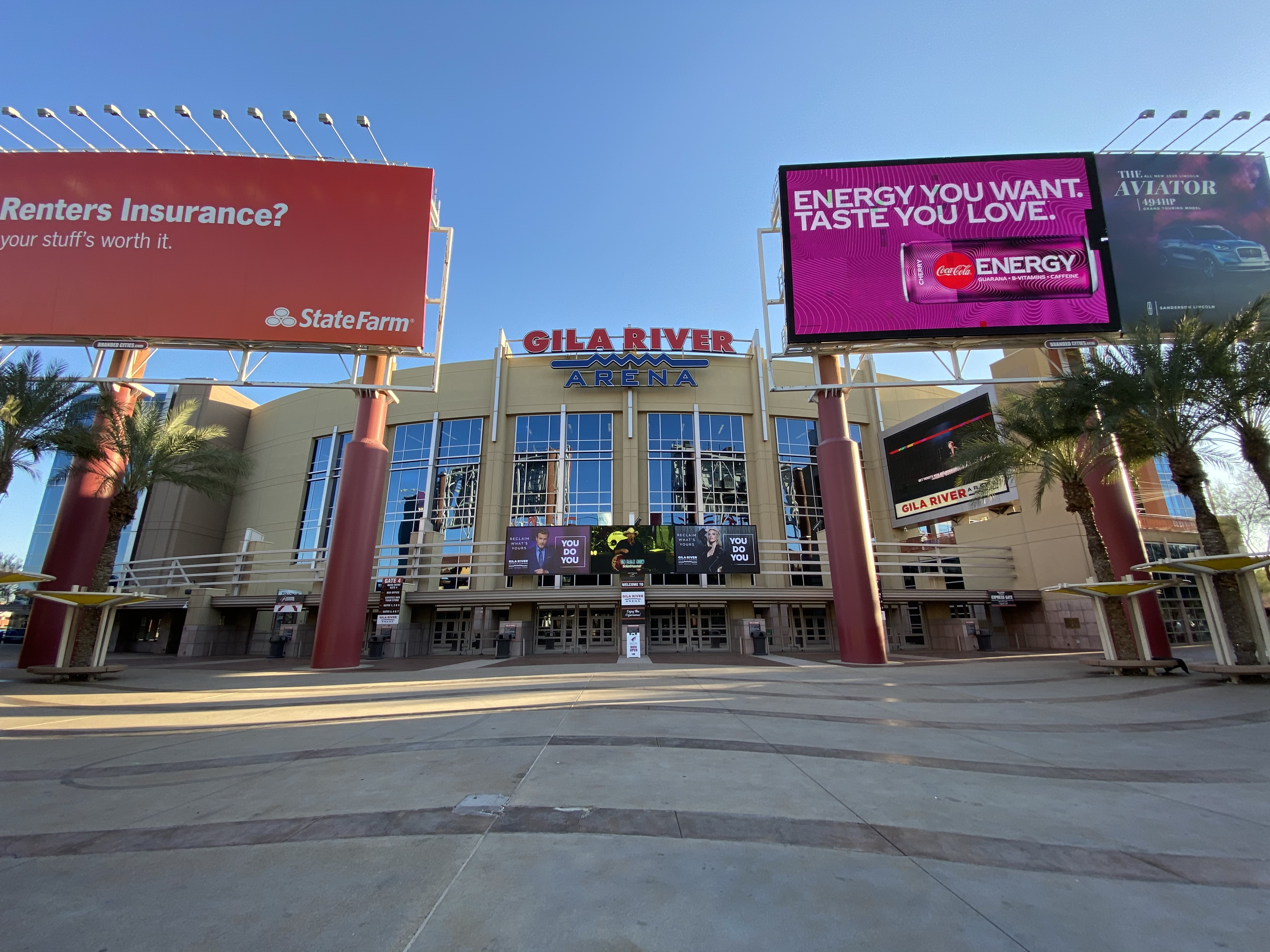
O Double or Nothing 2025 foi realizado na Desert Diamond Arena em Glendale, Arizona. Este foi o primeiro evento da All Elite Wrestling realizado neste local, e também foi o primeiro PPV da empresa a ser realizado no estado do Arizona.

Double or Nothing é considerado um dos eventos pay-per-view da All Elite Wrestling (AEW) de destaque, tendo sido realizado pela primeira vez em 2019, que foi o primeiro evento de luta livre profissional da promoção e o primeiro evento pay-per-view (PPV) produzido. É realizado anualmente em maio durante o fim de semana do Memorial Day e é um dos "Big Five" PPVs da AEW, que inclui All In, All Out, Full Gear e Revolution, os cinco maiores shows anuais da promoção. Com exceção dos eventos realizados durante a pandemia de COVID-19 em 2020 e 2021, o Double or Nothing foi tradicionalmente realizado no MGM Grand Garden Arena ou no T-Mobile Arena na Las Vegas Strip em Paradise, Nevada, adotando um tema de Vegas (ou cassino).
Em 19 de fevereiro de 2025, a AEW anunciou que o sétimo Double or Nothing anual seria realizado em 25 de maio de 2025, na Desert Diamond Arena em Glendale, Arizona, marcando o primeiro Double or Nothing a ser realizado fora da área de Las Vegas desde o início do evento em 2019 (excluindo os dois eventos da era COVID). O local recebe seu homônimo de um acordo de direitos de nomeação com Desert Diamond Casinos, mantendo o evento Double or Nothing alinhado com seu tema de cassino. Este também foi o primeiro evento PPV da AEW a ocorrer no estado do Arizona.
Assim como no evento de 2023, o Double or Nothing aconteceu no mesmo dia do Battleground, um evento transmitido ao vivo produzido pela WWE para sua marca de desenvolvimento, o NXT. Segundo o executivo da WWE, Shawn Michaels, o agendamento não foi uma tentativa da WWE de competir diretamente com a AEW, mas sim uma coincidência por conta do feriado (final de semana do Memorial Day), já que, segundo ele, os eventos da WWE sempre tiveram bom desempenho durante feriados.

### Rivalidades
| Papel                      | Nome                                                |
| -------------------------- | --------------------------------------------------- |
| Comentaristas em inglês    | Excalibur (Pré-show e PPV)                          |
| Comentaristas em inglês    | Tony Schiavone (Pré-show e PPV)                     |
| Comentaristas em inglês    | Taz (PPV)                                           |
| Comentaristas em inglês    | MVP (luta pelo Campeonato Mundial de Duplas da AEW) |
| Comentaristas em inglês    | Don Callis (Paragon vs. Don Callis Family           |
| Comentaristas em espanhol  | Carlos Cabrera                                      |
| Comentaristas em espanhol  | Alvaro Riojas                                       |
| Comentaristas em espanhol  | Ariel Levy                                          |
| Anunciadores de ringue     | Justin Roberts (PPV)                                |
| Anunciadores de ringue     | Arkady Aura (Pré-show e PPV)                        |
| Árbitros                   | Aubrey Edwards                                      |
| Árbitros                   | Bryce Remsburg                                      |
| Árbitros                   | Mike Posey                                          |
| Árbitros                   | Paul Turner                                         |
| Árbitros                   | Rick Knox                                           |
| Árbitros                   | Stephon Smith                                       |
| Entrevistadores            | Lexy Nair                                           |
| Entrevistadores            | Alex Marvez                                         |
| Apresentadores do pré-show | Renee Paquette                                      |
| Apresentadores do pré-show | RJ City                                             |
| Apresentadores do pré-show | Jeff Jarrett                                        |

Dynasty contou com lutas de luta livre profissional que envolveram diferentes lutadores de rivalidades preexistentes e enredos de história, escritos pelos escritores da AEW. As histórias foram produzidas nos programas semanais de televisão da AEW, Dynamite e Collision.
Em 2 de abril de 2025, os competidores do torneio Owen Hart Cup foram revelados, tanto na lista masculina quanto na feminina. Nas semifinais, Will Ospreay derrotou Konosuke Takeshita para avançar para as finais do torneio masculino no episódio especial do Dynamite Spring BreakThru em 16 de abril, enquanto "Hangman" Adam Page derrotou Kyle Fletcher no episódio de 30 de abril do Dynamite para avançar com Ospreay e Page sendo oficializados para Double or Nothing. Enquanto isso, no torneio feminino, nas semifinais do Spring BreakThru em 16 de abril, Mercedes Moné derrotou Athena e Jamie Hayter derrotou Kris Statlander no episódio de 30 de abril do Dynamite, como resultado Hayter e Moné foram oficializadas para as finais.
Após vencerem sua luta no episódio especial Beach Break do Dynamite em 14 de maio, o manager do The Hurt Syndicate, MVP, anunciou que Bobby Lashley e Shelton Benjamin defenderiam o Campeonato Mundial de Duplas da AEW no Double or Nothing contra os vencedores de uma luta para determinar os desafiantes número um. Esta luta aconteceu no episódio de 17 de maio do Collision, entre CRU (Action Andretti e Lio Rush) e The Sons of Texas (Dustin Rhodes e Sammy Guevara), sendo vencida pelos últimos.
No episódio de 14 de maio do Dynamite, Mina Shirakawa venceu uma luta fatal 4-way de eliminação após fazer o pinfall sobre a campeã mundial feminina da AEW, "Timeless" Toni Storm. De acordo com a estipulação da luta, como ela havia feito o pinfall na campeã, Shirakawa conquistou uma chance pelo título contra Storm. Foi então anunciado que a luta aconteceria no Double or Nothing, servindo posteriormente como uma revanche do evento Forbidden Door do ano anterior.
Nas semanas antes do Double or Nothing, o agora vilão FTR (Cash Wheeler e Dax Harwood) atacou vários membros do plantel da AEW, incluindo Daniel Garcia. No episódio de 8 de maio do Collision, Garcia enfrentou Harwood em uma luta individual que terminou em desqualificação quando o comentarista Nigel McGuinness se envolveu, após Harwood tê-lo xingado verbalmente sobre sua reação à carta que o FTR havia entregue a ele e a Tony Schiavone no episódio de 17 de abril. No episódio seguinte do Dynamite, o manager do FTR, Stokely, interrompeu uma entrevista entre Garcia e McGuinness em nome do FTR, a fim de lançar um desafio para uma luta de duplas no Double or Nothing. McGuinness inicialmente rejeitou o desafio, apesar da concordância de Garcia. O FTR então apareceu e atacou ambos os homens, sendo afastados por Matt Menard, que estava armado com um pé-de-cabra. No episódio de 17 de maio do Collision, McGuinness anunciou que havia mudado de ideia e aceitado o desafio do FTR, tornando a luta oficial.
No Dynasty em 6 de abril, The Young Bucks (Matthew Jackson e Nicholas Jackson) retornaram e interferiram no evento principal, ajudando Jon Moxley a reter seu Campeonato Mundial da AEW contra Swerve Strickland. No Dynamite: Spring BreakThru**, The Opps (Samoa Joe, Katsuyori Shibata e Powerhouse Hobbs) derrotaram os Death Riders (Moxley, Claudio Castagnoli e Wheeler Yuta) pelo Campeonato Mundial de Trios da AEW. A partir daí, Joe iniciou uma rivalidade com Moxley, que culminou em uma luta em uma jaula de aço pelo título mundial de Moxley no Dynamite: Beach Break em 14 de maio, onde Moxley conseguiu manter o título. No final da luta, o lutador da New Japan Pro-Wrestling (NJPW), Gabe Kidd, ajudou Moxley a derrotar Joe. Isso levou a um ataque violento em Joe, no qual Kidd se uniu, e, em seguida, Kenny Omega e Willow Nightingale intervieram. Os Young Bucks e Kazuchika Okada também entraram na briga e atacaram os oponentes, resultando em mais uma surra, até que foram finalmente tirados do ringue por Strickland, que então os desafiou para uma luta Anarchy in the Arena no Double or Nothing.
No episódio de 23 de abril do Dynamite, Mark Briscoe derrotou Ricochet. Nas duas semanas seguintes, ambos se enfrentaram em lutas multi-homens, primeiro em uma Luta de quartetos e depois em uma luta de trios, ambas vencidas por Ricochet. Em 17 de maio, o presidente da AEW, Tony Khan, anunciou que Briscoe e Ricochet se enfrentariam em uma luta de macas no Double or Nothing.
Ao longo de três semanas, "Speedball" Mike Bailey enfrentou The Young Bucks (Matthew Jackson e Nicholas Jackson) em lutas multi-homens, todas vencidas pelos Young Bucks. Em 22 de maio, o presidente da AEW, Tony Khan, anunciou que Bailey enfrentaria Kazuchika Okada, companheiro de grupo dos Young Bucks no Elite, pelo Campeonato Continental da AEW no Double or Nothing.
Em 22 de maio, o presidente da AEW, Tony Khan, anunciou que Paragon (Adam Cole, Roderick Strong e Kyle O'Reilly) enfrentaria The Don Callis Family (Kyle Fletcher, Josh Alexander e Konosuke Takeshita) no Double or Nothing.
Em 17 de maio, no Collision: Beach Break, Megan Bayne derrotou Harley Cameron. Em seguida, uma luta entre Bayne e Penelope Ford contra Anna Jay e Harley Cameron foi oficializada para o pré-show Buy-In do Double or Nothing.

## Resultados
| Nº                                          | Resultados | Estipulações | Tempo |
| ------------------------------------------- | --- | --- | ----- |
| Pré- show                                   | Anna Jay e Harley Cameron derrotaram Megan Bayne e Penelope Ford | Luta de duplas | 12:40 |
| Pré- show                                   | Bandido, AR Fox e Los Titanes del Aire (Hologram e Komander) derrotaram RPG Vice (Rocky Romero e Trent Beretta) e CRU (Action Andretti e Lio Rush) | Luta de quartetos | 13:25 |
| 3                                           | Mercedes Moné derrotou Jamie Hayter | Final do torneio da Owen Hart Cup Feminina A vencedora ganharia uma luta pelo Campeonato Mundial Feminino da AEW no All In. | 21:15 |
| 4                                           | FTR (Cash Wheeler e Dax Harwood com Stokely) derrotou Daniel Garcia e Nigel McGuinness (com Matt Menard) por submissão técnica | Luta de duplas | 22:30 |
| 5                                           | Ricochet derrotou Mark Briscoe | Luta de macas | 16:20 |
| 6                                           | The Hurt Syndicate (Bobby Lashley e Shelton Benjamin) (com MVP e MJF) (c) derrotou The Sons of Texas (Dustin Rhodes e Sammy Guevara) | Luta de duplas pelo Campeonato Mundial de Duplas da AEW                                                                     | 12:35 |
| 7                                           | Kazuchika Okada (c) derrotou "Speedball" Mike Bailey | Luta individual pelo Campeonato Continental da AEW                                                                          | 16:05 |
| 8                                           | "Timeless" Toni Storm (c) (com Luther) derrotou Mina Shirakawa | Luta individual pelo Campeonato Mundial Feminino da AEW                                                                     | 15:49 |
| 9                                           | Kenny Omega, Swerve Strickland, Willow Nightingale e The Opps (Samoa Joe, Powerhouse Hobbs, e Katsuyori Shibata) derrotaram Death Riders (Jon Moxley, Claudio Castagnoli, Marina Shafir e Wheeler Yuta) e The Young Bucks (Matthew Jackson e Nicholas Jackson) | Luta Anarchy in the Arena                                                                                                   | 35:10 |
| 10                                          | The Don Callis Family (Konosuke Takeshita, Kyle Fletcher e Josh Alexander) (com Don Callis e Lance Archer) derrotou Paragon (Adam Cole, Kyle O'Reilly e Roderick Strong)                                                                                       | Luta de trios | 12:50 |
| 11                                          | "Hangman" Adam Page derrotou Will Ospreay | Final do torneio da Owen Hart Cup masculina O vencedor ganharia uma luta pelo Campeonato Mundial da AEW no All In.          | 36:56 |
| (c) – Refere-se aos campeões antes da luta. | | |       |

### Chaves da Owen Hart Cup

#### Feminino
|  | Quartas de final Dynasty (6 de abril de 2025) Dynamite (9 de abril de 2025) Collision (12 de abril de 2025) | Quartas de final Dynasty (6 de abril de 2025) Dynamite (9 de abril de 2025) Collision (12 de abril de 2025) | Quartas de final Dynasty (6 de abril de 2025) Dynamite (9 de abril de 2025) Collision (12 de abril de 2025) |                 |               | Semifinais Dynamite: Spring BreakThru (16 de abril de 2025) Dynamite (23 de abril de 2025) | Semifinais Dynamite: Spring BreakThru (16 de abril de 2025) Dynamite (23 de abril de 2025) | Semifinais Dynamite: Spring BreakThru (16 de abril de 2025) Dynamite (23 de abril de 2025) |  |  | Final Double or Nothing (25 de maio de 2025) | Final Double or Nothing (25 de maio de 2025) | Final Double or Nothing (25 de maio de 2025) |  |
|  | | | |                 |               |                                                                                            |                                                                                            |                                                                                            |  |  |                                              |                                              |                                              |  |
|  | 1 | Jamie Hayter                                                                                                | Pin |                 |               |                                                                                            |                                                                                            |                                                                                            |  |  |                                              |                                              |                                              |  |
|  | 1 | Jamie Hayter                                                                                                | Pin |                 |               |                                                                                            |                                                                                            |                                                                                            |  |  |                                              |                                              |                                              |  |
|  | 8 | Billie Starkz                                                                                               | 13:55 |                 |               |                                                                                            |                                                                                            |                                                                                            |  |  |                                              |                                              |                                              |  |
|  | 8 | Billie Starkz                                                                                               | 13:55 |                 | Jamie Hayter  | Jamie Hayter                                                                               | Pin                                                                                        |                                                                                            |  |  |                                              |                                              |                                              |  |
|  | | | |                 | Jamie Hayter  | Jamie Hayter                                                                               | Pin                                                                                        |                                                                                            |  |  |                                              |                                              |                                              |  |
|  | | | Kris Statlander                                                                                             | Kris Statlander | 12:10         |                                                                                            |                                                                                            |                                                                                            |  |  |                                              |                                              |                                              |  |
|  | 4 | Thunder Rosa                                                                                                | Kris Statlander                                                                                             | Kris Statlander | 12:10         | 9:40                                                                                       |                                                                                            |                                                                                            |  |  |                                              |                                              |                                              |  |
|  | 4 | Thunder Rosa                                                                                                | |                 |               |                                                                                            |                                                                                            |                                                                                            |  |  |                                              |                                              |                                              |  |
|  | 5 | Kris Statlander                                                                                             | Pin |                 |               |                                                                                            |                                                                                            |                                                                                            |  |  |                                              |                                              |                                              |  |
|  | 5 | Kris Statlander                                                                                             | Pin |                 | Jamie Hayter  | Jamie Hayter                                                                               | 21:15                                                                                      |                                                                                            |  |  |                                              |                                              |                                              |  |
|  | | | |                 |               |                                                                                            |                                                                                            |                                                                                            |  |  |                                              |                                              |                                              |  |
|  | | | Mercedes Moné                                                                                               | Mercedes Moné   | Pin           |                                                                                            |                                                                                            |                                                                                            |  |  |                                              |                                              |                                              |  |
|  | 2 | Julia Hart                                                                                                  | Mercedes Moné                                                                                               | Mercedes Moné   | Pin           | 13:00                                                                                      |                                                                                            |                                                                                            |  |  |                                              |                                              |                                              |  |
|  | 2 | Julia Hart                                                                                                  | |                 |               |                                                                                            |                                                                                            |                                                                                            |  |  |                                              |                                              |                                              |  |
|  | 7 | Mercedes Moné                                                                                               | Pin |                 |               |                                                                                            |                                                                                            |                                                                                            |  |  |                                              |                                              |                                              |  |
|  | 7 | Mercedes Moné                                                                                               | Pin |                 | Mercedes Moné | Mercedes Moné                                                                              | Pin                                                                                        |                                                                                            |  |  |                                              |                                              |                                              |  |
|  | | | |                 | Mercedes Moné | Mercedes Moné                                                                              | Pin                                                                                        |                                                                                            |  |  |                                              |                                              |                                              |  |
|  | | | Athena | Athena          | 21:12         |                                                                                            |                                                                                            |                                                                                            |  |  |                                              |                                              |                                              |  |
|  | 3 | Harley Cameron                                                                                              | Athena | Athena          | 21:12         | 10:28                                                                                      |                                                                                            |                                                                                            |  |  |                                              |                                              |                                              |  |
|  | 3 | Harley Cameron                                                                                              | |                 |               |                                                                                            |                                                                                            |                                                                                            |  |  |                                              |                                              |                                              |  |
|  | 6 | Athena | Pin |                 |               |                                                                                            |                                                                                            |                                                                                            |  |  |                                              |                                              |                                              |  |

#### Masculino
|  | Quartas de final Dynasty (6 de abril de 2025) Collision (12 de abril de 2025) Dynamite: Spring BreakThru (16 de abril de 2025) | Quartas de final Dynasty (6 de abril de 2025) Collision (12 de abril de 2025) Dynamite: Spring BreakThru (16 de abril de 2025) | Quartas de final Dynasty (6 de abril de 2025) Collision (12 de abril de 2025) Dynamite: Spring BreakThru (16 de abril de 2025) |                     |               | Semifinais Dynamite: Spring BreakThru (16 de abril de 2025) Dynamite (30 de abril de 2025) | Semifinais Dynamite: Spring BreakThru (16 de abril de 2025) Dynamite (30 de abril de 2025) | Semifinais Dynamite: Spring BreakThru (16 de abril de 2025) Dynamite (30 de abril de 2025) |  |  | Final Double or Nothing (25 de maio de 2025) | Final Double or Nothing (25 de maio de 2025) | Final Double or Nothing (25 de maio de 2025) |  |
|  | | | |                     |               |                                                                                            |                                                                                            |                                                                                            |  |  |                                              |                                              |                                              |  |
|  | 1 | Will Ospreay | Pin |                     |               |                                                                                            |                                                                                            |                                                                                            |  |  |                                              |                                              |                                              |  |
|  | 1 | Will Ospreay | Pin |                     |               |                                                                                            |                                                                                            |                                                                                            |  |  |                                              |                                              |                                              |  |
|  | 8 | Kevin Knight | 13:50 |                     |               |                                                                                            |                                                                                            |                                                                                            |  |  |                                              |                                              |                                              |  |
|  | 8 | Kevin Knight | 13:50 |                     | Will Ospreay  | Will Ospreay                                                                               | Pin                                                                                        |                                                                                            |  |  |                                              |                                              |                                              |  |
|  | | | |                     | Will Ospreay  | Will Ospreay                                                                               | Pin                                                                                        |                                                                                            |  |  |                                              |                                              |                                              |  |
|  | | | Konosuke Takeshita | Konosuke Takeshita  | 21:43         |                                                                                            |                                                                                            |                                                                                            |  |  |                                              |                                              |                                              |  |
|  | 4 | Brody King | Konosuke Takeshita | Konosuke Takeshita  | 21:43         | 12:18                                                                                      |                                                                                            |                                                                                            |  |  |                                              |                                              |                                              |  |
|  | 4 | Brody King | |                     |               |                                                                                            |                                                                                            |                                                                                            |  |  |                                              |                                              |                                              |  |
|  | 5 | Konosuke Takeshita | Pin |                     |               |                                                                                            |                                                                                            |                                                                                            |  |  |                                              |                                              |                                              |  |
|  | 5 | Konosuke Takeshita | Pin |                     | Will Ospreay  | Will Ospreay                                                                               | 36:55                                                                                      |                                                                                            |  |  |                                              |                                              |                                              |  |
|  | | | |                     |               |                                                                                            |                                                                                            |                                                                                            |  |  |                                              |                                              |                                              |  |
|  | | | "Hangman" Adam Page | "Hangman" Adam Page | Pin           |                                                                                            |                                                                                            |                                                                                            |  |  |                                              |                                              |                                              |  |
|  | 2 | Mark Briscoe | "Hangman" Adam Page | "Hangman" Adam Page | Pin           | 16:15                                                                                      |                                                                                            |                                                                                            |  |  |                                              |                                              |                                              |  |
|  | 2 | Mark Briscoe | |                     |               |                                                                                            |                                                                                            |                                                                                            |  |  |                                              |                                              |                                              |  |
|  | 7 | Kyle Fletcher | Pin |                     |               |                                                                                            |                                                                                            |                                                                                            |  |  |                                              |                                              |                                              |  |
|  | 7 | Kyle Fletcher | Pin |                     | Kyle Fletcher | Kyle Fletcher                                                                              | 23:24                                                                                      |                                                                                            |  |  |                                              |                                              |                                              |  |
|  | | | |                     | Kyle Fletcher | Kyle Fletcher                                                                              | 23:24                                                                                      |                                                                                            |  |  |                                              |                                              |                                              |  |
|  | | | "Hangman" Adam Page | "Hangman" Adam Page | Pin           |                                                                                            |                                                                                            |                                                                                            |  |  |                                              |                                              |                                              |  |
|  | 3 | "Hangman" Adam Page | "Hangman" Adam Page | "Hangman" Adam Page | Pin           | Pin                                                                                        |                                                                                            |                                                                                            |  |  |                                              |                                              |                                              |  |
|  | 3 | "Hangman" Adam Page | |                     |               |                                                                                            |                                                                                            |                                                                                            |  |  |                                              |                                              |                                              |  |
|  | 6 | Josh Alexander | 13:03 |                     |               |                                                                                            |                                                                                            |                                                                                            |  |  |                                              |                                              |                                              |  |